# Aboetheta
Aboetheta is een geslacht van vlinders uit de familie van de grasmotten (Crambidae), uit de onderfamilie van de Spilomelinae. De wetenschappelijke naam van dit geslacht is voor het eerst voorgesteld door Alfred Jefferis Turner in een publicatie uit 1914.
Dit geslacht is monotypisch, dat wil zeggen dat het maar één soort heeft namelijk Aboetheta pteridonoma Turner, 1914. Deze soort komt voor in Australië.